# Tom Erik Oxholm
Tom Erik Oxholm, född 22 februari 1959 i Larvik, är en norsk före detta skridskoåkare.
Oxholm blev olympisk bronsmedaljör på 5 000 meter och 10 000 meter vid vinterspelen 1980 i Lake Placid.